# تغليف فعال
تشير مصطلحات «التغليف الفعال»، «التغليف النبيه» و«التغليف الذكى» إلى أنظمة التغليف التي تستخدم مع الغذاء لمستحضرات الصيدلانية والعديد من الأنواع الأخرى من المنتجات.فهي تساعد على إطالة مدة الصلاحية، ومراقبة الحداثة، وعرض المعلومات عن الجودة، وتحسين السلامة، وتحسين الراحة.
ترتبط الشروط بشكل وثيق. يعني التغليف الفعال في العادة توفر وظائف نشطة تتجاوز الاحتواء السلبي الخامل وحماية المنتج. عادة يشمل التغليف النبيه والتغليف الذكي القدرة لإحساس أو قياس سمة للمنتج، الجو الداخلي للحزمة أو بيئة الشحن. يمكن توصيل هذه المعلومات إلى المستخدمين أو يمكن تشغيل وظائف التعبئة النشطة.يمكن استخدام المواد القابلة للبرمجة، والمواد الذكية، وغيرها في الحزم.
واعتمادًا على تعريفات العمل، يمكن اعتبار بعض أنواع التغليف التقليدية «نشطة» أو «ذكية». في كثير من الأحيان، يتم استخدام المصطلحات مع أنظمة متقدمة تكنولوجيا جديدة: الالكترونيات الدقيقة، وتطبيقات الكمبيوتر، وتكنولوجيا النانو، وغيره.

## التحكم في الرطوبة
المقال الرئيسي: المجففة
لعديد من السنوات، تم استخدام المجففات للتحكم بخار الماء في العبوات المغلقة. المجفّف هو مادة استرطابيّة عادة في كيس مسامي أو كيس يوضع داخل عبوة محكمة الغلق. يتم استخدامه تقليل تآكل الآلات والإلكترونيات ولتمديد العمر الافتراضي للأطعمة والأدوية الحساسة للرطوبة.

## التآكل
مثبطات التآكل يمكن تطبيقها على إلى العناصر لتساعد في منع الصدأ والتآكل. يمكن توفير مثبطات التآكل المتطايرة أو مثبطات التآكل في طور البخار داخل عبوة في الحقيبة أو يمكن تضمينها في مفرغ مشبع من ورق خاص.كثير من هذه الأملاح العضوية التي تتكثف على المعدن لمقاومة التآكل. بعض الأفلام لديها أيضا القدرة على انبعاث مثبطات التآكل المتطايرة.
تتوفر الأفلام مع أيونات النحاس في هيكل البوليمر، هذه تبطل مفعول الغازات الآكالة في الحزمة وتردع الصدأ.
تنشأ  مثبطات التآكل المتطايرة في بيئة محايدة في العبوة. يعمل على مبدأ الاختلاف في ضغط البخار ويتسبب في تفاعل مع المعادن وغير المعادن، ومع الرطوبة لمنع التآكل. هناك أشكال مختلفة من مثبطات التآكل المتطايرة المتاحة، مثل الورق والبلاستيك وورق HDPE والزيوت والرغاوي والرقائق وألواح حاجز الألومنيوم والفقاقيع والبواعث التي يمكن أن تمنع التآكل في مراحل عديدة.

## استخراج المعادن

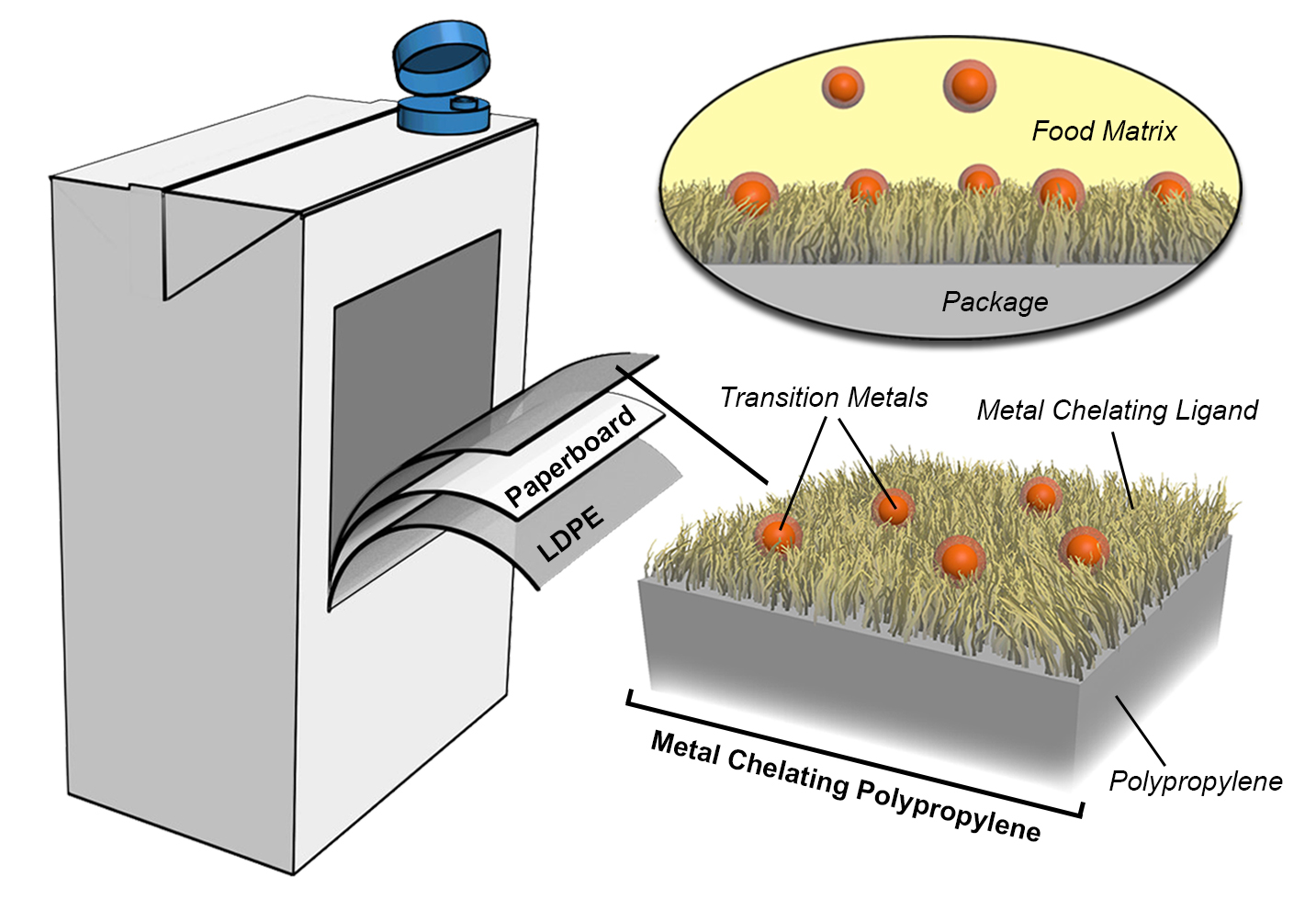
تخليق أفلام البولي بروبيلين الوظيفية Iminodiacetate وكفاءتها كمواد للتعبئة النشطة المضادة للأكسدة

يمكن أن يؤدي تتبع المعادن الانتقالية في الأطعمة، وخاصة الحديد، إلى تحلل التأكسد للعديد من المكونات الغذائية، وخاصة الدهون، وتسبب تغيرات جودة المنتجات. يتم تصنيع مواد التعبئة الفعالة المعدنية المخلبية من خلال تثبيط المركبات الفعالة المخلبية المعدنية على مواد التغليف النشطة التقليدية. يمكن للمركبات المخلبية المظللة للسطح أن تثقب المعادن الانتقالية من المنتج وتعزز الاستقرار التأكسدي للمنتج. كما أن تكنولوجيا التعبئة والتغليف الفعالة المخلبية للمعادن هي أيضًا عبارة عن عبوة فعالة مضادة للأكسدة من شأنها أن تمدد فترة صلاحية المنتجات الاستهلاكية من خلال التحكم في الأكسدة. من المعروف أن تكنولوجيا التغليف الفعال المخلبية المعدنية قادرة على إزالة المواد الحافظة الغذائية الاصطناعية (على سبيل المثال المركب الكيميائي EDTA) من المنتج الغذائي. يمكن استخدام هذه التقنية لمعالجة الطلب المتزايد على المنتجات الغذائية ذات العلامات التجارية المضافة «الحرة» و«النظيفة».

## التحكم بالاكسجين
تساعد ماسحات الأكسجين أو ممتصات الأكسجين في إزالة الأكسجين من عبوة مغلقة. بعضها عبارة عن رزم أو أكياس صغيرة تحتوي على مساحيق: حيث أن الصدأ الحديدي يتم إزالة الأكسجين من الغلاف الجوي المحيط به. تكون الأنظمة الأحدث على البطاقات أو يمكن دمجها في أغلفة الحزم أو الهياكل المقولبة.بالإضافة إلى ذلك، يمكن أن الخصائص الفيزيائية للتغليف نفسه (معدل نقل الأوكسجين) يمكن أن تملي مدى فعالية امتصاص الأكسجين، وإلى متى سيظل فعالًا. التعبئة مع انخفاض معدل نقل الاكسجيل ستتيح كمية أقل من الأوكسجين في الحزمة المغلقة من خلال حاجز البوليمر نفسه.

## الغلاف الجوي
المقالات الرئيسية: الغلاف الجوي المعدل والغلاف الجوي المعدل / رطوبة معدل
مع بعض المنتجات، مثل الجبن، كان من الشائع لطرد الحزمة بالنيتروجين قبل الختم: يتم امتصاص النيتروجين الخامل في الجبن، مما يسمح بحزمة غشاء منكمشة  ومتقلصة. يزيل النيتروجين الأكسجين ويتفاعل مع الجبن لجعل الطرد يعمل. وفي الآونة الأخيرة، تم استخدام مخاليط أخرى من الغاز داخل العبوة لتمديد فترة الصلاحية. يعتمد خليط الغاز على المنتج المحدد وآليات تدهوره. وقد تم تطوير بعض مكونات الحزم التي تتضمن كيمياء نشطة للمساعدة في الحفاظ على بعض الأجواء في الحزم.
تتوفر ماسحات الأكسجين ومولدات ثاني أكسيد الكربون ومولدات الإيثانول، إلخ للمساعدة في الحفاظ على الغلاف الجوي في عبوة في ظروف محددة.

## رصد درجة الحرارة
تعطي بعض مؤشرات درجة الحرارة إشارة بصرية لدرجة أنه تم تجاوز درجة حرارة محددة. غيرها، مؤشرات درجة الحرارة الزمنية، إشارة عندما تم تجاوز تراكم حرج لانحراف درجة الحرارة على مر الزمن. عندما يتم ضبط آلية المؤشر على آلية تدهور المنتج، يمكن أن توفر هذه إشارات قيمة للمستهلكين.
تسجل أجهزة تسجيل بيانات درجة الحرارة الرقمية درجات الحرارة المصادفة في جميع أنحاء الشحنة. يمكن استخدام هذه البيانات للتنبؤ بتدهور المنتج والمساعدة في تحديد ما إذا كان المنتج مناسبًا للبيع العادي أو إذا كان البيع العاجل مطلوبًا. كما أنها تحدد وقت زيادة درجة الحرارة: يمكن استخدام هذا الإجراء المباشر التصحيحي.
تستخدم الأحبار الحرارية في بعض الأحيان للإشارة إلى زيادة درجة الحرارة أو التغيير. بعضها قابل للانعكاس بينما البعض الآخر لديه تغيير دائم في اللون. هذه يمكن استخدامها وحدها أو مع وظائف التعبئة الأخرى مثل الباركود.
يمكن للأحبار أيضًا أن تشير إلى درجة الحرارة المطلوبة للمستهلكين. على سبيل المثال، يمكن أن يحتوي نوع واحد من البيرة على حبر يظهر رسمًا بيانيًا عند تحقيق درجة حرارة مثالية للشرب.

## السيطرة على درجات حرارة الحزمة

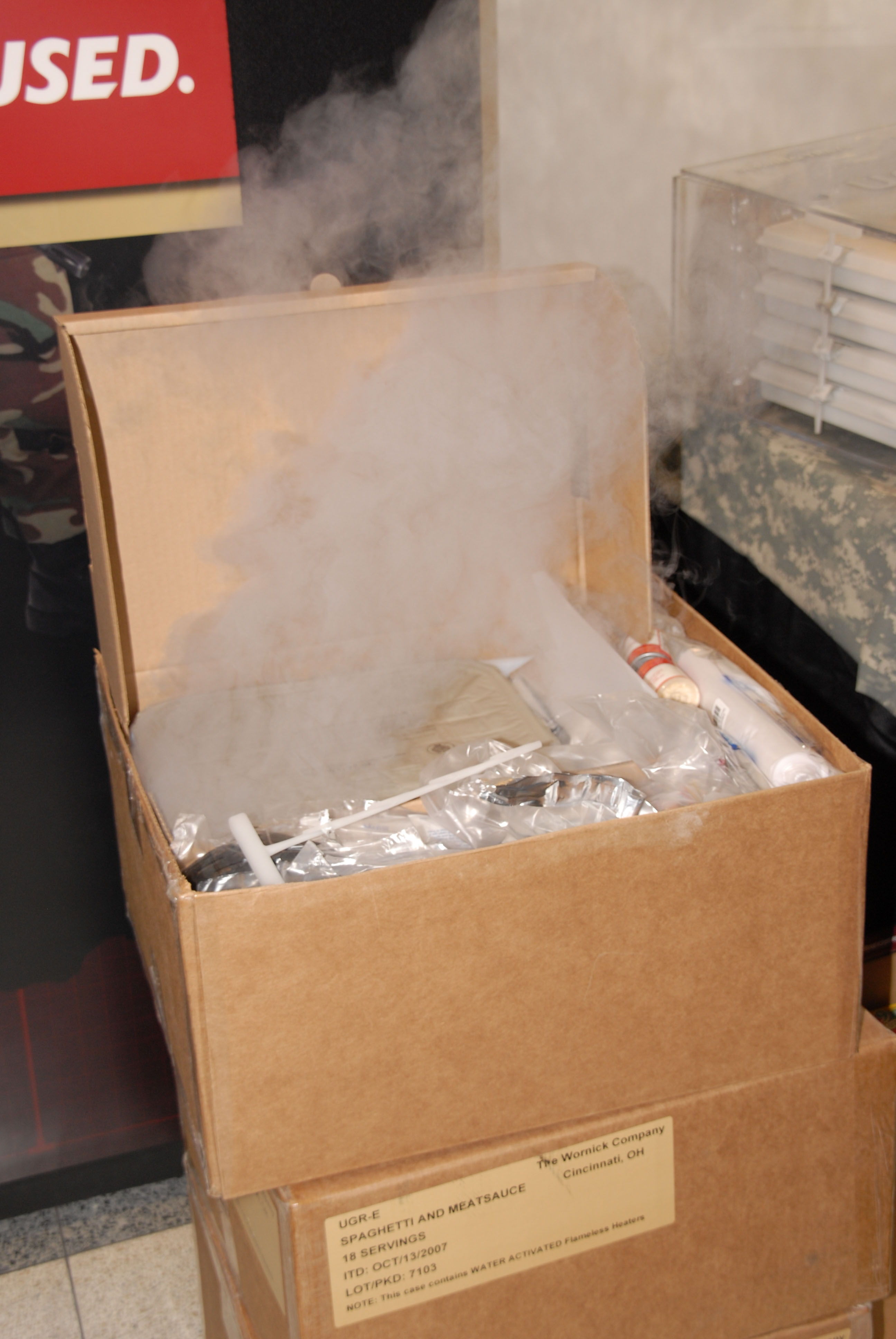
حصص ميدانية للتدفئة الذاتية لما يصل إلى 18 جنديًا

بالنسبة إلى اللقاحات الحرجة، تعتبر حاويات الشحن المعزولة عبارة عن عبوة سلبية تساعد على التحكم في تقلبات درجات الحرارة التي تتم رؤيتها حتى مع سلسلة التبريد التي يتم التحكم فيها. بالإضافة إلى ذلك، غالبًا ما تستخدم حزم هلام للحفاظ على درجة حرارة المحتويات ضمن نطاقات درجات حرارة مقبولة.
بعض الحزم الجديدة لديها القدرة على تسخين أو تبريد المنتج للمستهلك. تحتوي هذه الوحدات على مقصورات منفصلة حيث تعطي التفاعلات الطاردة للحرارة أو الماصة للحرارة التأثير المطلوب. تتوفر علب التسخين الذاتي للعديد من المنتجات.

## الاستغناء
بعض الحزم لديها إغلاق أو غيرها من أنظمة الاستبدال التي تغير المحتويات من السائل إلى الهباء الجوي. وتستخدم هذه المنتجات لمنتجات تتراوح من أجهزة الاستنشاق الدقيقة للأدوية إلى رش زجاجات من المنظفات المنزلية.
بعض الحزم الاستغناء عن المواد اللاصقة الايبوكسي ثنائية الأجزاء تحتوي على أكثر من المكوّنات بشكل سلبي. عندما يتم الاستغناء عنها، تقوم بعض الحزم بقياس وخلط المكونين بحيث يعمل اللصق بشكل كامل عند نقطة التطبيق.
تعتمد قدرة الحزمة على تفريغ كامل أو توزيع سائل لزج إلى حد ما على الطاقة السطحية للجدران الداخلية للحاوية. يعد استخدام الأسطح فائقة الهزال مفيدًا ولكن يمكن تحسينه بشكل أكبر باستخدام أسطح جديدة مشبعة بالتزييت.

## تحديد الهوية بموجات الراديو

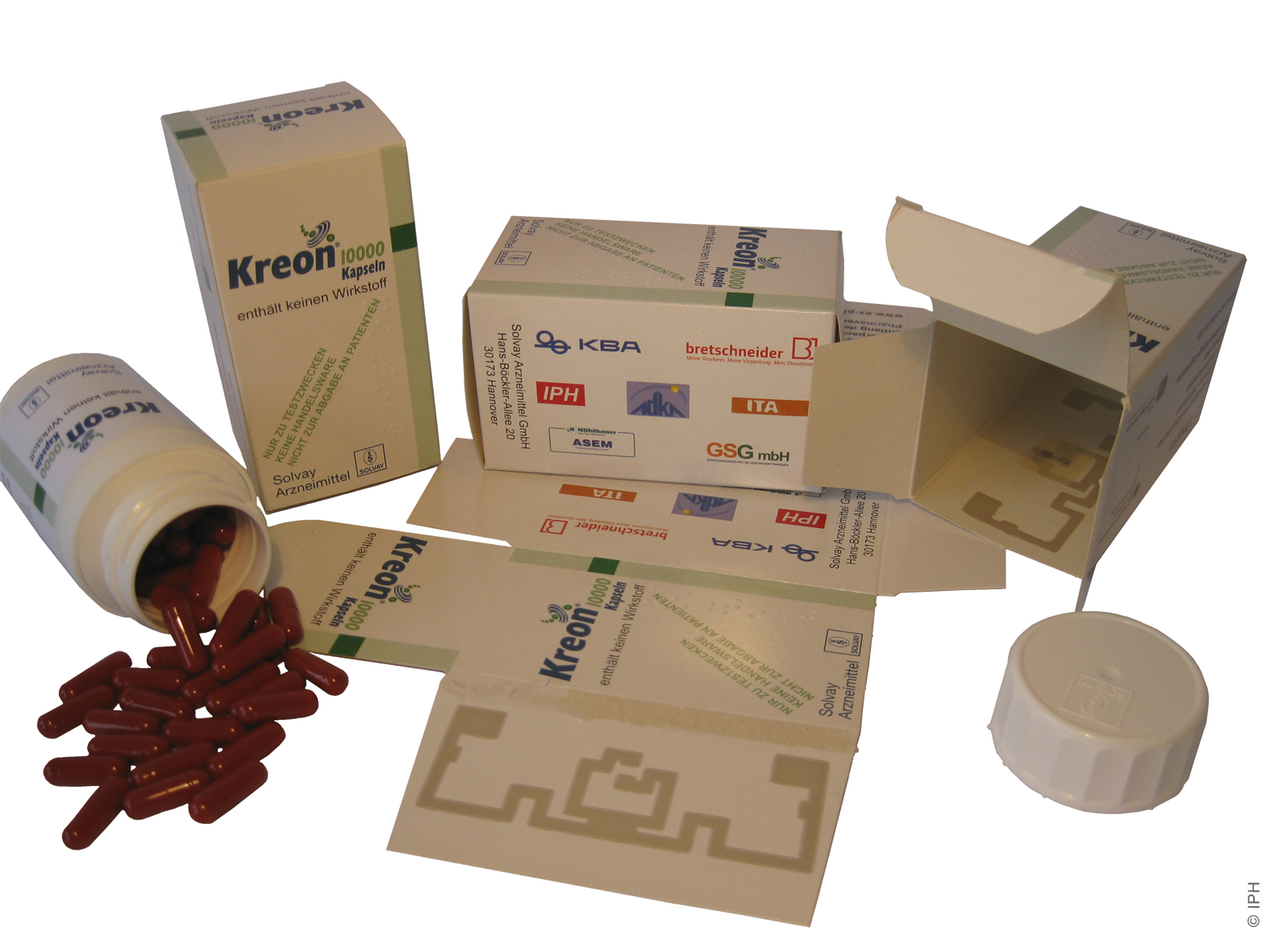
رقاقة RFID بنيت في حزمة الدواء

أصبحت رقاقات التعرف على الترددات الراديوية أكثر شيوعًا مع إدخال الملصقات الذكية المستخدمة لتتبع وتتبع الطرود وأحمال الوحدة خلال التوزيع. وتشمل التطورات الأحدث تسجيل تاريخ درجة حرارة الشحنات ووظائف التعبئة الذكية الأخرى.

## الأمان
تتوفر مجموعة متنوعة من طرق الطباعة الأمنية والصور العاكسة ثلاثية الأبعاد والأوصاف المتخصصة للمساعدة في التأكد من أن المنتج الموجود في الحزمة ليس مزيفًا. يتم استخدام رقائق RFID في هذا التطبيق أيضًا.
يتم استخدام مراقبة المقالة الإلكترونية (على المنتج أو على العبوة) للمساعدة في مكافحة سرقة المتاجر.

## تغليف الميكروويف
تستخدم الأفلام الممعدنة كمستقبل للطهي في أفران الميكروويف. هذه زيادة قدرة التدفئة وتساعد على جعل الأطعمة هش والبني. تستخدم الميكروويفات البلاستيك كحاويات للطهي بالموجات الدقيقة.

## الصدمة والاهتزاز
كانت أجهزة الكشف عن الصدمات متوفرة لسنوات عديدة. هذه المرفقات إلى الحزمة أو للمنتج في الحزمة لتحديد ما إذا كانت قد واجهت صدمة زائدة. كانت آليات أجهزة التحميل الزائد هذه عبارة عن أنظمة كتلة الربيع ومغناطيس وقطرات صبغة حمراء والعديد غيرها.
في الآونة الأخيرة، كانت أجهزة تسجيل البيانات الرقمية للصدمات والاهتزازات متاحة لتدوين الصدمات والاهتزازات للشحن بدقة أكبر. وتُستخدم هذه الأدوات لمراقبة الشحنات الحرجة لتحديد ما إذا كان الفحص والمعايرة الإضافية مطلوبة أم لا. كما أنها تستخدم لرصد أنواع الصدمات والاهتزازات التي تصادف أثناء النقل لاستخدامها في اختبار الطرد في المختبر.

## تطورات أخرى

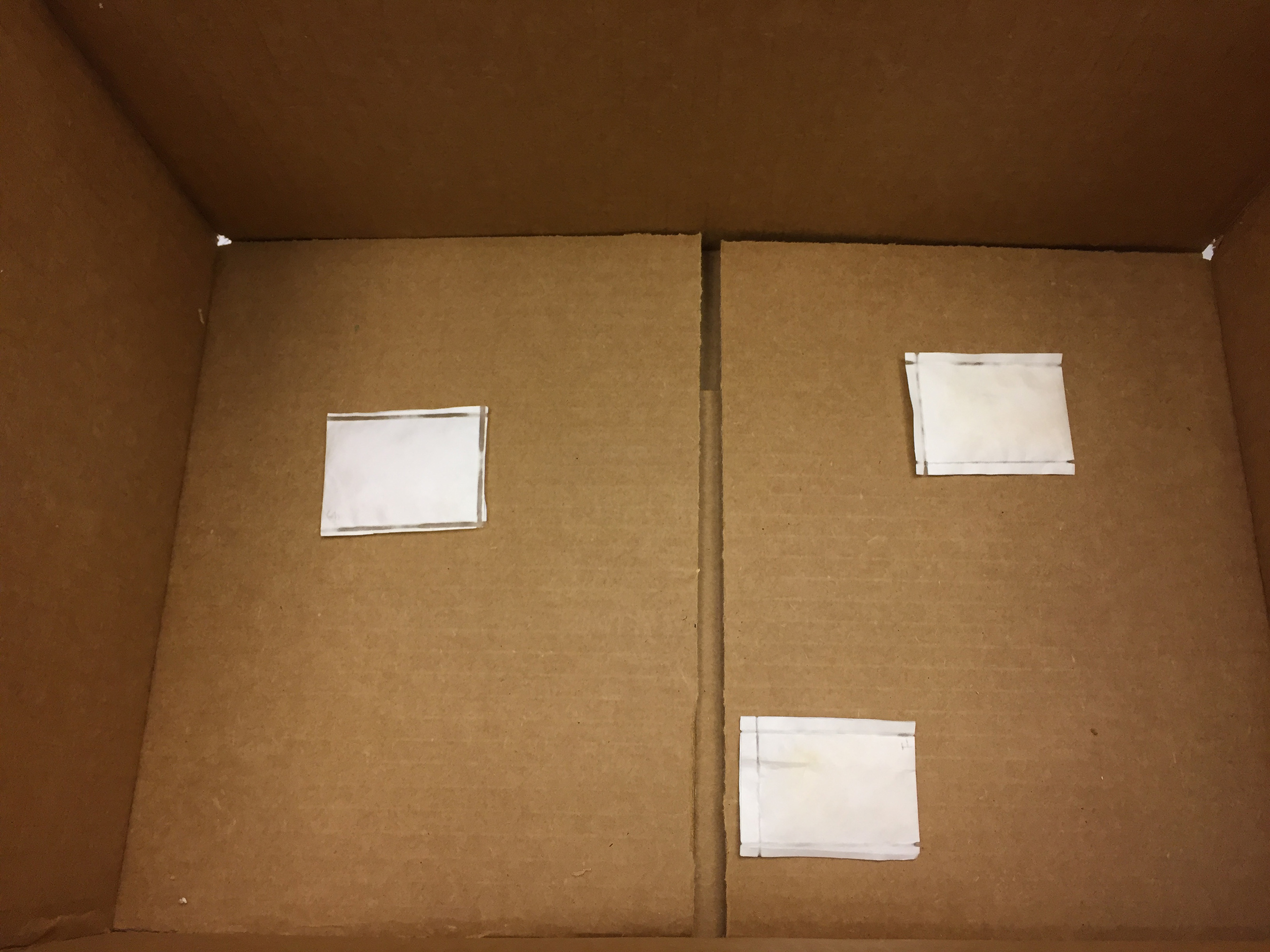
وتؤدي الحقائب التي تحتوي على ثاني أكسيد الكلور الموضوعة داخل صناديق تعبئة الفواكه إلى قتل مسببات الأمراض ولكنها لا تضر بالفاكهة.

تحتوي بعض أغلفة العبوات المهندسة على إنزيمات، وعوامل مضادة للبكتيريا، وعمال نظافة، ومكونات نشطة أخرى للمساعدة في التحكم في تدهور الأغذية وتمديد فترة الصلاحية.
تم تطوير أفلام صالحة للأكل للسماح للمستهلكين بأكل العبوة مع المنتج.
وقد تم تطوير عبوات خاصة لأعضاء الشحن مما يبقيهم على قيد الحياة أثناء الشحنات الممتدة. الأجهزة حية وعذبة للزراعة.
تستخدم العديد من الحزم التي تستخدمها شركات القنّب الكندية عبوات فعالة لمراقبة مستويات جزئية الـ THC طوال عملية الإنتاج. يتم تنفيذ هذا من أجل ضمان الاتساق بين المنتجات لتحسين إدارة سلسلة التوريد وكذلك تقديم قيمة محسنة للمستهلكين للشراء.

## قوانين
غالبًا ما يتم تصميم العبوة الفعالة للتفاعل مع محتويات الحزمة. وبالتالي، غالبًا ما تكون هناك حاجة إلى عناية إضافية للعبوات النشطة أو الذكية التي هي مواد اتصال غذائية.
یلتزم مزودو الطعام بعنایة أکبر مع بعض أنواع التغلیف الفعالة على سبيل المثال، عندما يتم تقليل جو الأوكسجين في العبوة لتمديد فترة الصلاحية، يجب النظر في ضوابط البكتيريا اللاهوائية. أيضًا عندما يقلل الغلاف الجوي المراقب من ظهور تدهور الغذاء، يحتاج المستهلكون إلى الاحتفاظ بوسائل لتحديد ما إذا كان الانحطاط الفعلي موجودًا.